# Anzola dell'Emilia
Anzola dell'Emilia là một đô thị ở tỉnh Bologna vùng Emilia-Romagna của Ý, có vị trí khoảng 13 km về phía tây bắc của Bologna. Tại thời điểm ngày 31 tháng 12 năm 2004, đô thị này có dân số 11.128 người và diện tích là 36.6 km².
Đô thị Anzola dell'Emilia có các frazioni (Đơn vị trực thuộc, chủ yếu là các làng) Castelletto, Lavino di Mezzo, Madonna dei Prati, Martignone, Ponte Samoggia, và San Giacomo Del Martignone.
Anzola dell'Emilia giáp các đô thị sau: Bologna, Calderara di Reno, Castelfranco Emilia, Crespellano, Sala Bolognese, San Giovanni in Persiceto, Zola Predosa.